# Castellroig
|  | No s'ha de confondre amb Castell Roig. |

Castellroig (en grec: Καστελλόριζο, Kastelórizo) o Megiste (en grec i oficialment, Μεγίστη, Megisti) és una illa grega del grup del Dodecanès. Té una superfície de 9 km² i una població de menys de 500 habitants. Està situada a només tres quilòmetres de la costa de Turquia i a 120 km a l'est de l'illa de Rodes, i és el territori més oriental de l'estat grec.

## Nom
Castellroig ha tingut diferents noms al llarg de la història. A l'antiguitat rebia el nom de Megiste (en grec antic: Μεγίστη, Megistē), que significa 'la més gran', nom que li ve de la comparació amb la resta d'illots veïns. Posteriorment, a partir del segle xii es popularitzà el nom de Castel·lòrizon, amb nombroses variants: el grec Kastelórizo (Καστελλόριζον, en la seva variant demòtica Καστελλόριζο), l'italià Castelrosso i les seves traduccions, entre les quals el català Castellroig. Pel que fa a l'origen d'aquest topònim, sembla que fa referència a un castell de l'Orde dels Cavallers de Rodes, però no hi ha consens sobre l'origen del segon element, -rizo: bé derivat de l'italià rosso, bé derivat del grec rizon (ῥῖζον), en referència al penyal sobre el qual s'alça el castell. Posteriorment, amb la creació de l'estat grec el segle xix, es recuperà el nom antic, avui en dia pronunciat Megisti (Μεγίστη). Actualment, el nom oficial és Megisti, però Kastelórizo és també molt usat.

## Història

### Antiguitat

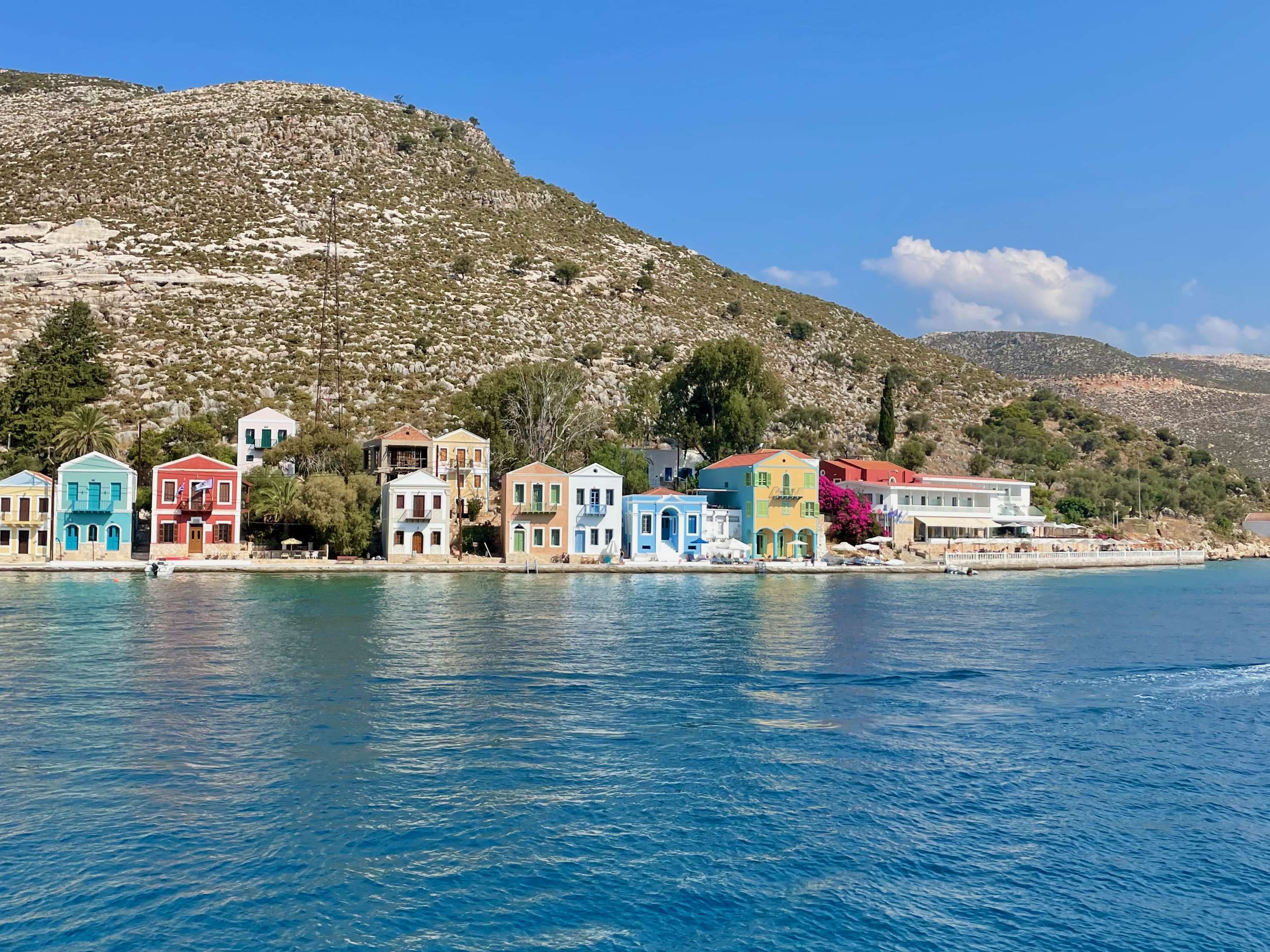
Castellroig

Sembla que, a l'antiguitat, Megiste era una colònia de Rodes i, en conseqüència, els seus habitants eren de raça dòrica. L'illa era una dependència ròdia, i la seva població es concentrava al que avui són les ruïnes de Paleokastro. Estrabó diu que tenia una població que es deia Cistene (Κισθήνη), que Plini el Vell no esmenta. El port era prou gran perquè hi cabés una flota.

### Edat mitjana
A l'edat mitjana va formar part de l'eparquia de les illes, amb capital a Rodes. Va continuar unida a Rodes, i el 1306 va passar als cavallers de Sant Joan de Jerusalem, en el camí entre Xipre i Rodes. El 1440 fou ocupada pel sultà mameluc d'Egipte, que en va destruir el castell; el 1450 la va conquerir Bernat I de Vilamarí, almirall d'Alfons I de Nàpols, que en va reconstruir el castell i hi va establir una guarnició i base corsària. El mateix any (1450) el Papa Nicolau V va emetre una butlla atorgant l'illa al Magnànim. El 1512 fou conquerida pels otomans.

### Edat moderna
El 22 de setembre de 1659, durant la guerra de Creta, l'illa fou conquerida pels venecians, que en van tornar a destruir el castell, però aviat va tornar als otomans. El 1828 l'illa es va unir a la rebel·lió nacional grega, però al final de la guerra (1833) va romandre en poder de Turquia.

### Edat contemporània
El 1912, durant la guerra contra els otomans, els illencs van demanar al general Ameglio, cap de la guarnició italiana de Rodes, d'ocupar l'illa i unir-la a les possessions italianes, però la petició fou desestimada. Llavors els habitants, el 14 de març de 1913, van capturar la guarnició i van proclamar un govern provisional fins a l'agost del mateix any, en què Grècia va enviar un supervisor des de Samos, amb alguns policies.
Els habitants van expulsar els grecs el 20 d'octubre de 1915. El 28 de desembre una expedició francesa formada pel creuer Jeanne d'Arc es va aturar a l'illa, on van impedir un desembarcament grec i van ocupar-la com a base contra els turcs. Les bateries turques de la costa van bombardejar l'illa el 1917. Al final de la guerra el tractat de Sèvres la va assignar a Itàlia, que en va prendre possessió l'1 de març de 1921. Sota el nom de Castelrosso fou incorporada al Dodecanès (Isole Italiane dell'Egeo).
La convenció italo-turca de 1932 per a la delimitació de les aigües territorials va assignar a Itàlia alguns illots de la rodalia, excepte Rho i Stringili, que van quedar per a Turquia.
El 25 de febrer de 1941 l'illa fou ocupada per un comando paracaigudista anglès, però els italians van enviar una força des de Rodes que va recuperar l'illa el març. Quan Itàlia va capitular el 8 de setembre de 1943, els aliats van ocupar altre cop l'illa, però el 1944 hi van desembarcar els alemanys i la van ocupar. La força expansiva de l'explosió causada per l'incendi d'un dipòsit de carburant que es va escampar a un dipòsit de municions adjacent, va destruir la meitat dels habitatges de l'illa.
El 1945 fou ocupada pels britànics i el mes de maig d'aquell any, en acabar la guerra, romania sota control britànic. Al tractat de París de 1947 l'illa fou assignada a Grècia, a la qual fou lliurada el 15 de setembre, i després d'una administració provisional grega es va proclamar la seva incorporació el 7 de març de 1948 junt amb la resta del Dodecanès.
La població, que era d'uns 15.000 habitants el 1900, ha disminuït fins als 250, que reben tota mena de subsidis i ajuts per evitar la despoblació total i les reclamacions territorials per part de Turquia. Molts dels seus habitants han emigrat a Austràlia, on són coneguts com els "Kassies".
En els darrers anys l'illa és cada cop més visitada per turistes que cerquen un indret aïllat en un dels extrems del Dodecanès, i també gràcies a la referència que hi fa la pel·lícula guanyadora d'un Oscar Mediterraneo (1991), de Gabriele Salvatores.